# 美濃加茂市中央体育館プラザちゅうたい
美濃加茂市中央体育館プラザちゅうたい（みのかもしちゅうおうたいいくかんプラザちゅうたい）は、岐阜県美濃加茂市にある美濃加茂市の総合体育館である。単に「プラザちゅうたい」と呼ばれる場合の方が多い。
1972年（昭和47年）7月に中濃地区のスポーツ拠点施設中濃体育館として開館した。1998年（平成10年）1月に改修が終わり開館、その際現在の名称に改称された。

## 概要
- 休館日：毎週月曜日、第3日曜日、年末年始（12月29日～1月3日）
- 開館時間：平日・土曜日 8時30分～22時00分、祝日・日曜日 8時30分～17時00分
- 所在地：〒505-0041 岐阜県美濃加茂市太田町1916-1

## ちゅうたいクラブ
ちゅうたいプラザが開設しているスポーツクラブで、9種目約500人の会員が週1～2回活動を行っている。
- 軽体操（小学1～5年生）
- 卓球（中学生以上）
- 寿卓球（50歳以上）
- バレーボール（16歳以上）
- バドミントン（16歳以上）
- ソフトバレーボール（中学生以上）
- 硬式テニス（中学生以上）
- ジュニアテニス（小学2～6年生）
- ジュニアバドミントン（小学4～中学3年生）

## 周辺
- 美濃加茂市中央図書館（同一の敷地内にある）

## その他
- 2025年（令和7年）2月、市役所新庁舎の建設地がプラザちゅうたい周辺にする方針となる。これに伴い、新たな体育館を前平公園に建設する計画である。